# Stilbia hybridata
Stilbia hybridata là một loài bướm đêm trong họ Noctuidae.